# Duck Mountain Provincial Park
Duck Mountain Provincial Park är en park i Kanada.   Den ligger i provinsen Saskatchewan, i den sydöstra delen av landet, 2 000 km väster om huvudstaden Ottawa. Duck Mountain Provincial Park ligger 607 meter över havet.
Terrängen runt Duck Mountain Provincial Park är platt. Trakten runt Duck Mountain Provincial Park är nära nog obefolkad, med mindre än två invånare per kvadratkilometer.. Närmaste större samhälle är Kamsack, 19,1 km väster om Duck Mountain Provincial Park. 
I omgivningarna runt Duck Mountain Provincial Park växer i huvudsak blandskog.